# Обелиск Славы в Тольятти
Обелиск Славы — стела в Тольятти, на площади Свободы, в честь героев Великой Отечественной войны и Революции.

## История
По плану застройки Ставрополя (прежнее название города Тольятти) после переноса города из зоны затопления в центре города должны были быть площадь Пушкина и Пушкинский бульвар.
Но в апреле 1957 года молодые строители предложили соорудить в центре площади памятник «Борцам за свободу», причём на собственные средства. 30 тысяч рублей собирали сбором макулатуры, металлолома и т. п.
На объявленном конкурсе проектов памятника победил главный архитектор города Михаил Сорокин. Его наградили путёвкой на VI международный фестиваль молодёжи и студентов в Москве.
Монументу придали классическую форму в виде четырёхгранной стелы. На каждой из её граней барельефы с изображением борцов за свободу (жителей города):
- героев Великой Отечественной войны:
  - лётчика Виктора Носова,
  - пехотинца Василия Жилина,
  - моряка Евгения Никонова;
- а также первого председателя горисполкома Василия Баныкина, убитого в 1918 г.

26 октября 1958 года состоялось торжественное открытие памятника. С этого дня площадь Свободы стала центральной площадью города.
С 7 ноября 1958 года городские торжества и демонстрации стали проводиться именно на ней. По названию монумента «Борцам за свободу» стали называть и площадь, а прилегающий бульвар стал Молодёжным.

## Реконструкция
При подготовке к празднованию 30-летия Победы в Великой Отечественной войне в апреле 1975 обелиск отреставрировали и видоизменили.
Были убраны четыре каменных шара по краям и декоративные цепи по периметру, также заменили медальоны с профилями героев. Тольяттинские скульпторы Пронюшкин А. Н. и Колесников Н. И. выполнили барельефы героев в бронзе. Памятник был облицован гранитом.
На одной стороне стелы доска с надписью:
В битве великой

не сгинут бесследно

павшие с честью

во имя идей.

Их имена с нашей

Песней победной

Станут священны

мильонам людей
С другой текст: Борцам, павшим за свободу и счастье народа.
3 ноября 1978 года у памятника зажжён Вечный огонь, доставленный на бронетранспортёре от обелиска Славы Самары. Постепенно памятник стали называть «Обелиском Славы».
В 2006 году мэр Тольятти, Николай Уткин выразил намерение отреставрировать памятник. К празднованию 70-летия Победы в Великой Отечественной войне памятник был отреставрирован и торжественно открыт 8 мая 2015 года.